# Kobus kob leucotis
Il kob dalle orecchie bianche (Kobus kob leucotis (Lichtenstein e Peters, 1853)) è una sottospecie di kob (Kobus kob) originaria di Sudan del Sud ed Etiopia, dove popola le regioni aperte relativamente vicine all'acqua. Questa antilope di medie dimensioni è caratterizzata dalla colorazione del mantello diversa tra maschi e femmine, scura nei primi e più chiara nelle seconde. Sul muso e sulle orecchie si trovano delle zone chiare. La sua dieta è costituita principalmente da erba. Tipiche di questo animale sono le migrazioni che effettua in grandi mandrie tra la stagione delle piogge e quella secca, paragonabile per portata e dimensioni a quella degli gnu del Serengeti. Di solito la madre dà alla luce un unico piccolo, che nasce durante la migrazione. La sottospecie è stata descritta per la prima volta a metà del XIX secolo e non è attualmente considerata in pericolo.

## Descrizione
Il kob dalle orecchie bianche presenta una lunghezza testa-tronco di 160-180 cm, con una coda lunga da 10 a 15 cm. L'altezza al garrese è di 82-100 cm. I maschi pesano circa 55 kg e sono quindi significativamente più pesanti delle femmine, il cui peso corporeo medio è di 40 kg. Nel complesso, il kob dalle orecchie bianche è più piccolo del kob dell'Uganda (K. k. thomasi). Una caratteristica sorprendente della sottospecie è il dimorfismo sessuale riguardante la colorazione del mantello. Le femmine hanno regioni superiori di colore variabile dal dorato al bruno-rossastro e regioni inferiori biancastre; sulla parte anteriore delle zampe appaiono delle macchie scure, mentre sul muso sono presenti macchie più chiare intorno agli occhi e alle orecchie. In linea di principio, le femmine assomigliano ai giovani. I maschi, invece, sono caratterizzati da regioni superiori nere, che talvolta sfumano nel marrone scuro; il colore scuro del dorso contrasta fortemente con quello chiaro delle parti inferiori: la transizione tra i due colori è evidenziata sui lati inferiori del corpo da una linea netta. Anche la parte esterna delle zampe è scura, mentre quella interna è chiara. Questa colorazione è interrotta da una sottile fascia chiara sopra gli zoccoli. Altre macchie chiare si trovano sulle labbra, sul mento e sulla gola, nonché intorno agli occhi. Il kob dalle orecchie bianche deve il nome alle sue orecchie di colore biancastro. Nei maschi, lo sviluppo della caratteristica colorazione del mantello inizia intorno ai tre anni di età. I maschi possono anche essere identificati dalle corna a forma di lira, simili a quelle dell'impala. Dapprima le corna si alzano quasi verticalmente sulla fronte e poi si piegano all'indietro prima di crescere nuovamente verso l'alto. La lunghezza delle corna è di circa 55 cm. Le femmine, al contrario, sono prive di corna.

## Distribuzione e habitat
L'areale del kob dalle orecchie bianche comprende il Sudan del Sud e l'Etiopia occidentale: il grosso della popolazione vive nelle pianure del Nilo Bianco. Di tanto in tanto questi animali compaiono anche nel nord dell'Uganda. Il limite tra l'areale occupato da questa sottospecie e quello del kob dell'Uganda non è stato ancora determinato con chiarezza. Rispetto alle altre due sottospecie di kob, il kob dell'Uganda e il kob di Buffon (K. k. kob), il kob dalle orecchie bianche occupa un areale estremamente limitato. Il suo habitat è costituito da savane più umide intervallate da isole forestali aperte sparse qua e là. Il kob dalle orecchie bianche non vive vicino alle zone paludose permanenti come il lichi del Nilo (Kobus megaceros), specie con la quale condivide l'areale, ma non si sposta nemmeno a più di 10 km dall'acqua. Durante la stagione secca il suo habitat tipico è costituito da prati allagati di Echinochloa. Nella stagione delle piogge, invece, si incontra nelle savane di Hyparrhenia. Le aree forestali disseminate nel suo areale sono costituite principalmente da acacie e Combretum, nonché da rappresentanti dei generi Balanites e Ziziphus. La densità di popolazione è in media di 5-20 individui per chilometro quadrato durante gran parte dell'anno, ma nella stagione secca, secondo gli studi sul campo effettuati nel parco nazionale di Boma in prossimità dei punti d'acqua, essa può aumentare fino a più di 1000 animali per chilometro quadrato su un'area relativamente ampia.

## Biologia

### Comportamento territoriale
Il kob dalle orecchie bianche intraprende migrazioni annuali molto estese rispetto ad altre specie di antilopi acquatiche. Nella stagione secca che inizia ai primi di gennaio, quando la vegetazione diminuisce gradualmente e l'acqua disponibile diventa scarsa, questi animali si radunano lungo i sistemi fluviali nella parte settentrionale dell'areale, ad esempio nel parco nazionale di Boma nel Sudan del Sud e nel parco nazionale di Gambela in Etiopia. A volte formano grandi mandrie composte anche da 700.000 capi di entrambi i sessi e di tutte le età. L'arrivo delle piogge, a maggio, dà poi il via alle migrazioni: le antilopi si dirigono a sud verso le più secche savane alberate delle pianure del Nilo Bianco. Si ritiene che le migrazioni non siano dovute alla scarsità delle risorse alimentari: piuttosto, gli animali cercano di evitare le inondazioni delle praterie. Il viaggio di ritorno verso nord inizia in ottobre, quando hanno luogo le nascite. È anche possibile che le migrazioni della mandria impediscano ai giovani di essere cacciati dai predatori. Le distanze percorse tra la stagione secca e quella delle piogge ammontano a 150-200 km ciascuna. Le migrazioni del kob dalle orecchie bianche sono tra le più imponenti dell'Africa e sono di poco inferiori a quelle dello gnu striato (Connochaetes taurinus) nel Serengeti.
In generale i kob dalle orecchie bianche sono attivi sia di giorno che di notte, anche se trascorrono le ore più calde della giornata riposando. Con la stagione secca, tuttavia, le attività tendono a divenire più specifiche: di notte questi animali pascolano nei terreni paludosi, per poi ritirarsi nelle zone boschive durante il giorno. Le femmine tendono ad essere più attive dei maschi.

### Alimentazione
La dieta del kob dalle orecchie bianche è costituita prevalentemente da erba. Predilige soprattutto le specie di Echinochloa, che ama pascolare in ogni periodo dell'anno. Queste specie sono particolarmente importanti nella stagione secca, poiché forniscono germogli freschi. Al contrario, le erbe più alte, come quelle del genere Hyparrhenia, vengono per lo più evitate, ma se non sono disponibili altre fonti di cibo queste antilopi si limitano a mangiarne le foglie. Nella stagione secca un esemplare mangia circa un chilo d'erba al giorno. Quando pascola, il kob dalle orecchie bianche recide la pianta a circa 2,5 cm dal suolo e lascia dietro di sé un manto di erba falciata quasi uniformemente.

### Riproduzione
Il periodo riproduttivo varia in base alla stagione. Gli accoppiamenti hanno luogo durante la stagione secca, da gennaio ad aprile. In questo periodo dell'anno i maschi occupano piccoli territori con un diametro compreso tra 100 e 250 m all'interno delle arene nuziali (lek). Ciascuna arena nuziale può ospitare da 20 a 56 individui. Questo è l'unico periodo dell'anno in cui i maschi mostrano una tendenza alla territorialità. Le arene nuziali si trovano spesso vicino alle aree di pascolo preferite così da attirare con più facilità le femmine. Secondo le ricerche effettuate, le femmine preferiscono i territori centrali all'interno delle arene nuziali, che vengono più ferocemente contesi dai maschi. I combattimenti si fanno più intensi nel caso un maschio sia accompagnato da una femmina e possono terminare anche con lesioni gravi e forse anche mortali. Spesso i maschi cercano anche di impedire con veemenza alle femmine di entrare in un territorio altrui. Si presume che il periodo di gestazione sia di circa otto mesi; quello del kob dell'Uganda è altrettanto lungo. I piccoli nascono alla fine della stagione delle piogge, da settembre a dicembre. Di solito la madre dà alla luce un unico piccolo che rimane nascosto tra l'erba o nella boscaglia per diverse settimane. Lo svezzamento inizia circa sei mesi dopo il parto, verso maggio o giugno. Le femmine raggiungono la maturità sessuale intorno ad un anno di età, mentre non sono disponibili dati riguardanti i maschi. Dal punto di vista sociale essi raggiungono la maggiore età solo con il cambio di colore del manto: da questo momento in poi, sono in grado di mantenere i propri territori durante la stagione degli amori. In natura un esemplare può vivere fino a circa 13 anni; in cattività è stata documentata un'età massima di 16 anni.

## Tassonomia

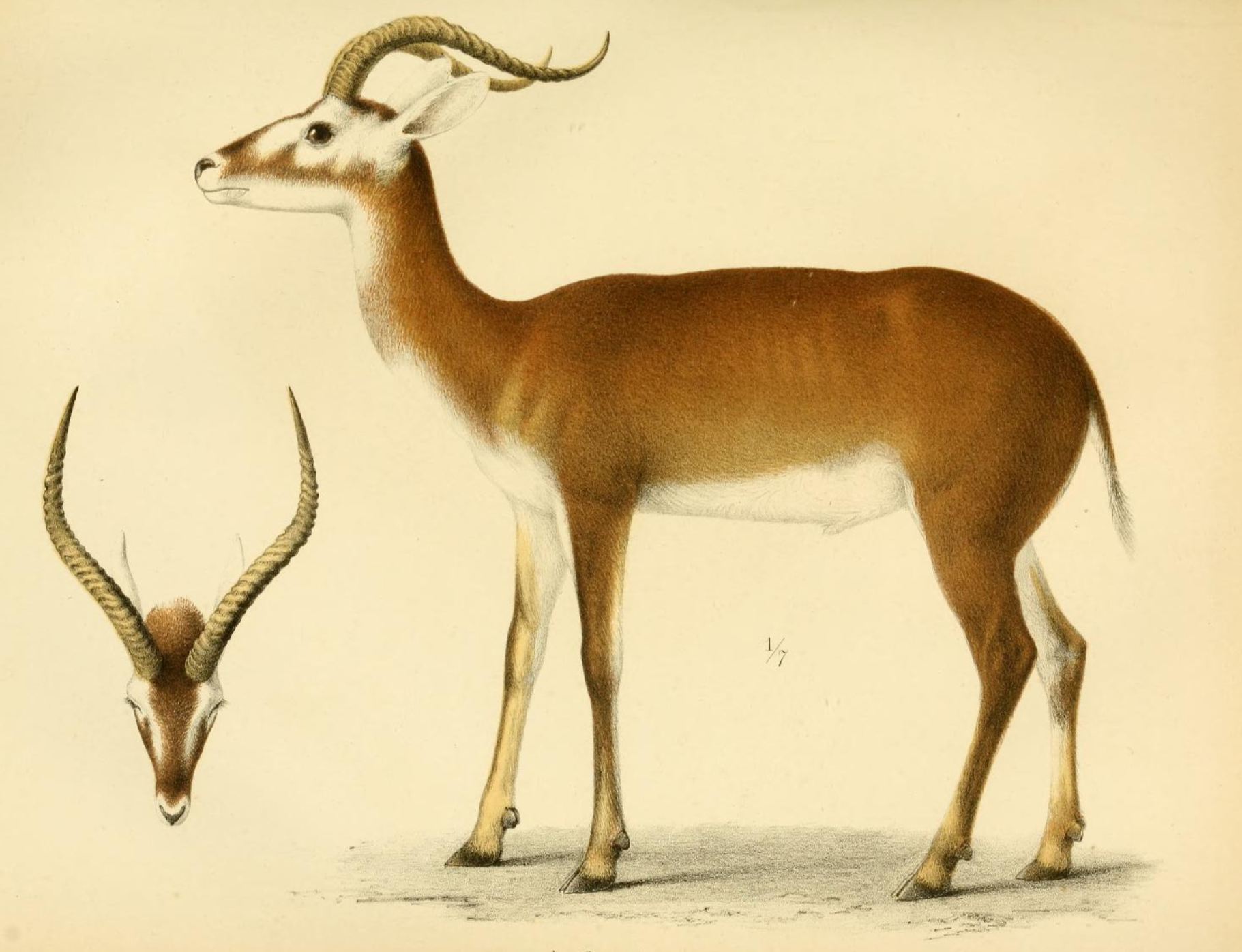
Raffigurazione del kob dalle orecchie bianche tratta dalla prima descrizione di Martin Lichtenstein e Wilhelm Peters (1854).

Il kob dalle orecchie bianche è una delle tre sottospecie di kob (Kobus kob). Il kob è una specie del genere Kobus, cui appartengono in tutto cinque specie. All'interno della famiglia dei Bovidi (Bovidae), il genere Kobus viene posto nella sottofamiglia dei Reduncini (Reduncinae), cui appartengono anche le cervicapre o antilopi dei canneti (Redunca) e l'antilope capriolo (Pelea). I Reduncini comprendono antilopi di dimensioni medio-grandi che vivono principalmente in territori ricchi di acqua e si nutrono principalmente di erba.
Le altre due sottospecie di kob sono il kob di Buffon (K. k. kob) e il kob dell'Uganda (K. k. thomasi). Tuttavia, in una vasta revisione della tassonomia degli ungulati pubblicata nel 2011 dai due zoologi Colin Groves e Peter Grubb, la specie «kob» è stata suddivisa in quattro specie separate (che corrispondono alle tre sottospecie «canoniche» e alla forma loderi, il kob del Camerun, generalmente considerato sinonimo di K. k. kob). Tuttavia, la maggior parte degli studiosi tende a seguire la classificazione tradizionale con una specie suddivisa in tre sottospecie.
|  | Kobus kob kob                                                                                                 |
|  | |
|  | \| \| Kobus kob thomasi \| \| \| \| \| \| Popolazione del parco nazionale delle cascate Murchison \| \| \| \| |
|  | |
|  | Kobus kob thomasi                                                                                             |
|  | |
|  | Popolazione del parco nazionale delle cascate Murchison                                                       |
|  | |

|  | Kobus kob thomasi                                       |
|  |                                                         |
|  | Popolazione del parco nazionale delle cascate Murchison |
|  |                                                         |

|  | Kobus kob kob                                                                                                 |
|  | |
|  | \| \| Kobus kob thomasi \| \| \| \| \| \| Popolazione del parco nazionale delle cascate Murchison \| \| \| \| |
|  | |
|  | Kobus kob thomasi                                                                                             |
|  | |
|  | Popolazione del parco nazionale delle cascate Murchison                                                       |
|  | |

|  | Kobus kob thomasi                                       |
|  |                                                         |
|  | Popolazione del parco nazionale delle cascate Murchison |
|  |                                                         |

|  | Kobus kob leucotis                                      |
|  |                                                         |
|  | Popolazione del parco nazionale delle cascate Murchison |
|  |                                                         |

|  | Kobus kob kob                                                                                                 |
|  | |
|  | \| \| Kobus kob thomasi \| \| \| \| \| \| Popolazione del parco nazionale delle cascate Murchison \| \| \| \| |
|  | |
|  | Kobus kob thomasi                                                                                             |
|  | |
|  | Popolazione del parco nazionale delle cascate Murchison                                                       |
|  | |

|  | Kobus kob thomasi                                       |
|  |                                                         |
|  | Popolazione del parco nazionale delle cascate Murchison |
|  |                                                         |

|  | Kobus kob kob                                                                                                 |
|  | |
|  | \| \| Kobus kob thomasi \| \| \| \| \| \| Popolazione del parco nazionale delle cascate Murchison \| \| \| \| |
|  | |
|  | Kobus kob thomasi                                                                                             |
|  | |
|  | Popolazione del parco nazionale delle cascate Murchison                                                       |
|  | |

|  | Kobus kob thomasi                                       |
|  |                                                         |
|  | Popolazione del parco nazionale delle cascate Murchison |
|  |                                                         |

|  | Kobus kob leucotis                                      |
|  |                                                         |
|  | Popolazione del parco nazionale delle cascate Murchison |
|  |                                                         |

Secondo le analisi genetico-molecolari del 2001, le relazioni tra le tre sottospecie di Kobus kob sono apparse più complesse di quanto sembri, in quanto il kob dell'Uganda è risultato essere parafiletico rispetto al kob di Buffon. Ciò è stato confermato anche da ulteriori studi del 2007. Utilizzando gli aplotipi, è stato possibile riconoscere due cladi distinti: uno occidentale, cui appartengono i kob di Buffon e dell'Uganda, e uno orientale, cui appartiene il solo kob dalle orecchie bianche. Inoltre, è stato dimostrato che la popolazione originaria del parco nazionale delle cascate Murchison corrisponde fenotipicamente al kob dell'Uganda, ma appartiene genotipicamente al kob dalle orecchie bianche. Secondo gli autori dello studio, i precursori delle sottospecie odierne formavano, durante il Pleistocene, due gruppi, occidentale e orientale, isolati l'uno dall'altro (denominati «proto-kob» e «proto-leucotis»). Il gruppo occidentale si è poi diffuso verso est in quello che oggi è l'areale del kob dell'Uganda. Successivamente, singole popolazioni del gruppo orientale migrarono verso sud e si incrociarono con il gruppo occidentale. Le complesse relazioni che intercorrono tra il kob di Buffon e il kob dell'Uganda hanno spinto gli autori a dubitare dello status tassonomico indipendente di quest'ultimo.
Il kob dalle orecchie bianche venne descritto per la prima volta nel 1854 dall'allora direttore del Zoologischer Garten Berlin Martin Lichtenstein e dal suo futuro successore Wilhelm Peters con il nome scientifico Antilope leucotis. L'esemplare maschio utilizzato per la descrizione, in possesso del Museo Zoologico di Berlino, era stato fornito dall'esploratore Ferdinand Werne e proveniva dalla regione del fiume Sobat, la località tipo della sottospecie. Nello stesso anno apparve un breve annuncio della prima descrizione della specie, che indicava anche il suo nome scientifico. L'anno precedente, tuttavia, Peters aveva già presentato il kob dalle orecchie bianche in una pubblicazione preliminare: questa conteneva una descrizione della nuova specie in latino e assegnava la paternità del nome a «Licht.Pet.». Il nome comune italiano è una semplice traduzione dell'epiteto specifico (dal greco λευκός (leukós) per «bianco» e οὖς (oûs) per «orecchio»). La differente colorazione di maschi e femmine fornì spunto per varie considerazioni agli autori del passato. Nel 1908, Frederick Courteney Selous vide i diversi colori del manto come espressione di un cambio di manto stagionale, mentre solo poco dopo Theodore Roosevelt ed Edmund Heller collegarono il colore del manto all'età individuale degli animali. Paul Matschie aveva già descritto un esemplare dalle corna di colore chiaro proveniente dal Sudan del Sud nel 1899 con il nome scientifico Adenota nigroscapulata (Adenota è un nome generico sinonimo di Kobus, introdotto nel 1850 da John Edward Gray). Nel 1906 Richard Lydekker chiamò Cobus vaughani una variante altrettanto più chiara proveniente dalla stessa regione. Entrambi questi nomi, insieme ad alcuni altri, sono ora considerati sinonimi di Kobus kob leucotis.

## Conservazione
La IUCN attualmente classifica il kob dalle orecchie bianche come sottospecie «a rischio minimo» (Least Concern). Un potenziale pericolo è costituito dalla caccia e dall'utilizzo come risorsa alimentare. In Sudan, tra l'altro, il bushmeat costituisce un'importante fonte di cibo. L'abitudine di vivere in branco, inoltre, ne favorisce la caccia. I kob sono stati particolarmente perseguitati negli anni '80 e '90 durante i disordini civili in Sudan. Fortunatamente, le osservazioni aeree e i censimenti effettuati nel Sudan del Sud a metà degli anni 2000 hanno mostrato solo un leggero calo della popolazione: il numero di individui osservati era di circa 758.000. Studi simili svolti in Etiopia nel 2015 hanno mostrato la presenza di almeno 428.000 capi. La sottospecie è presente nei parchi nazionali di Boma e di Bandingilo nel Sudan del Sud e nel parco nazionale di Gambela in Etiopia.